# EuroLeague 2018/19
Die Saison 2018/19 war die 19. Spielzeit der EuroLeague (offiziell Turkish Airlines EuroLeague) unter Leitung der ULEB und die insgesamt 62. Saison des bedeutendsten Wettbewerbs für europäische Basketball-Vereinsmannschaften, der von 1958 bis 2000 von der FIBA unter verschiedenen Bezeichnungen organisiert wurde.
Den Titel gewann ZSKA Moskau. Für die Russen war es der vierte Gewinn der EuroLeague.

## Modus
Die EuroLeague-Saison 2018/19 wurde mit demselben Modus wie in der Vorsaison durchgeführt. Es nahmen 16 Teams am Wettbewerb teil. Diese traten in einer Gruppe je zweimal gegeneinander an, sodass jede Mannschaft 30 Spiele absolvierte.
Die acht bestplatzierten Mannschaften qualifizierten sich für die K.O.-Runde, welche als Play-off im „Best-of-Five“-Modus ausgespielt wurde. Die vier sich durchsetzenden Mannschaften qualifizierten sich für das Final-Four-Turnier.

## Teilnehmende Mannschaften
Es nahmen neun Meister und drei Vizemeister der wichtigsten nationalen, bzw. supranationalen Ligen teil.
| Verein                  | Nationale Liga          | Halle                                     | Kapazität | 2017/18 national | Lizenz |
| ----------------------- | ----------------------- | ----------------------------------------- | --------- | ---------------- | ------ |
| Real Madrid (TV)        | Liga ACB                | WiZink Center                             | 15.000    | Meister          | A      |
| Laboral Kutxa Vitoria   | Liga ACB                | Fernando Buesa Arena                      | 15.504    | Vizemeister      | A      |
| FC Barcelona            | Liga ACB                | Palau Blaugrana                           | 07.585    | Halbfinale       | A      |
| Herbalife Gran Canaria  | Liga ACB                | Gran Canaria Arena                        | 11.500    | Halbfinale       | B      |
| Fenerbahçe              | Türkiye Basketbol Ligi  | Ülker Sports Arena                        | 13.000    | Meister          | A      |
| Anadolu Efes SK         | Türkiye Basketbol Ligi  | Sinan Erdem Dome                          | 16.500    | Halbfinale       | A      |
| Darüşşafaka Tekfen (EC) | Türkiye Basketbol Ligi  | Volkswagen Arena                          | 5.240     | Viertelfinale    | B      |
| Panathinaikos OPAP      | A1 Ethniki              | OAKA Olympic Indoor Hall                  | 18.800    | Meister          | A      |
| Olympiakos Piräus       | A1 Ethniki              | Stadion des Friedens und der Freundschaft | 11.600    | Vizemeister      | A      |
| PBK ZSKA Moskau         | VTB United League       | Megasport-Arena                           | 13.126    | Meister          | A      |
| BK Chimki               | VTB United League       | Mytischtschi-Arena                        | 08.000    | Vizemeister      | B      |
| FC Bayern München       | Basketball-Bundesliga   | Audi Dome                                 | 06.700    | Meister          | B      |
| Maccabi Tel Aviv        | Ligat ha’Al             | Menora Mivtachim Arena                    | 10.383    | Meister          | A      |
| AX Armani Olimpia       | Lega Basket Serie A     | Mediolanum Forum                          | 12.700    | Meister          | A      |
| Žalgiris Kaunas         | Lietuvos krepšinio lyga | Žalgirio Arena                            | 15.552    | Meister          | A      |
| Buducnost VOLI          | ABA-Liga                | Sportski centar Morača                    | 6.000     | Meister          | B      |

- EC: Sieger des EuroCup 2017/18
- TV: Titelverteidiger der EuroLeague aus 2017/18
- Vereine mit einer A-Lizenz haben dauerhaftes Teilnahmerecht in der EuroLeague, unabhängig vom Abschneiden in der nationalen Liga.
- Die übrigen Vereine nehmen durch eine B-Lizenz teil. Diese wird an den Meister der VTB United League, der Basketball-Bundesliga, der ABA-Liga, der Türkiye Basketbol Ligi sowie dem Sieger des EuroCup des Vorjahres vergeben. Sollte der nationale Meister bereits über eine A-Lizenz verfügen, rückt der nächstbessere Verein nach.

## Hauptrunde
Die Hauptrunde wurde zwischen dem 11. Oktober 2018 und dem 5. April 2019 ausgespielt. Für die Gruppenplatzierungen waren bei Mannschaften mit gleicher Anzahl von Siegen nicht das gesamte Korbpunktverhältnis, sondern nur das addierte Ergebnis im direkten Vergleich der Mannschaften untereinander entscheidend.

### Tabelle
| Team                       | Sp | S  | N  | P+   | P-   |
| -------------------------- | -- | -- | -- | ---- | ---- |
| 01. Fenerbahçe             | 30 | 25 | 5  | 2504 | 2237 |
| 02. ZSKA Moskau            | 30 | 24 | 6  | 2590 | 2397 |
| 03. Real Madrid            | 30 | 22 | 8  | 2578 | 2342 |
| 04. Anadolu Efes Istanbul  | 30 | 20 | 10 | 2562 | 2406 |
| 05. FC Barcelona           | 30 | 18 | 12 | 2358 | 2282 |
| 06. Panathinaikos Athen    | 30 | 16 | 14 | 2382 | 2345 |
| 07. Laboral Kutxa Vitoria  | 30 | 15 | 15 | 2449 | 2378 |
| 08. Žalgiris Kaunas        | 30 | 15 | 15 | 2360 | 2323 |
| 09. Olympiakos Piräus      | 30 | 15 | 15 | 2326 | 2301 |
| 10. Maccabi Tel Aviv       | 30 | 14 | 16 | 2376 | 2346 |
| 11. FC Bayern München      | 30 | 14 | 16 | 2348 | 2404 |
| 12. AX Armani Olimpia      | 30 | 14 | 16 | 2601 | 2600 |
| 13. BK Chimki              | 30 | 9  | 21 | 2333 | 2449 |
| 14. Herbalife Gran Canaria | 30 | 8  | 22 | 2317 | 2616 |
| 15. Budućnost VOLI         | 30 | 6  | 24 | 2230 | 2550 |
| 16. Darüşşafaka Tekfen     | 30 | 5  | 25 | 2238 | 2576 |

## Viertelfinale
Im Modus „Best-of-Five“ traten die verbliebenen acht Teams in bis zu fünf Mannschaftsbegegnungen gegeneinander an. Der Erste der Hauptrunde traf auf den Achten, der Zweite auf den Siebten, der Dritte auf den Sechsten und der Vierte auf den Hauptrundefünften.
Die vier Mannschaften, welche diese Duelle für sich entscheiden konnten, qualifizierten sich für das Final-Four-Turnier. Die Spiele fanden vom 16. April bis 1. Mai 2019 statt.
| Paarung               | Paarung | Paarung               | 1. Spiel | 2. Spiel | 3. Spiel | 4. Spiel | 5. Spiel |
| Fenerbahçe            | −       | Žalgiris Kaunas       | 76:43    | 80:82    | 66:57    | 99:82    |          |
| ZSKA Moskau           | −       | Laboral Kutxa Vitoria | 94:68    | 68:78    | 84:77    | 92:83    |          |
| Real Madrid           | −       | Panathinaikos Athen   | 75:72    | 78:63    | 89:82    |          |          |
| Anadolu Efes Istanbul | −       | FC Barcelona          | 75:68    | 72:74    | 102:68   | 72:82    | 80:71    |

## Final Four

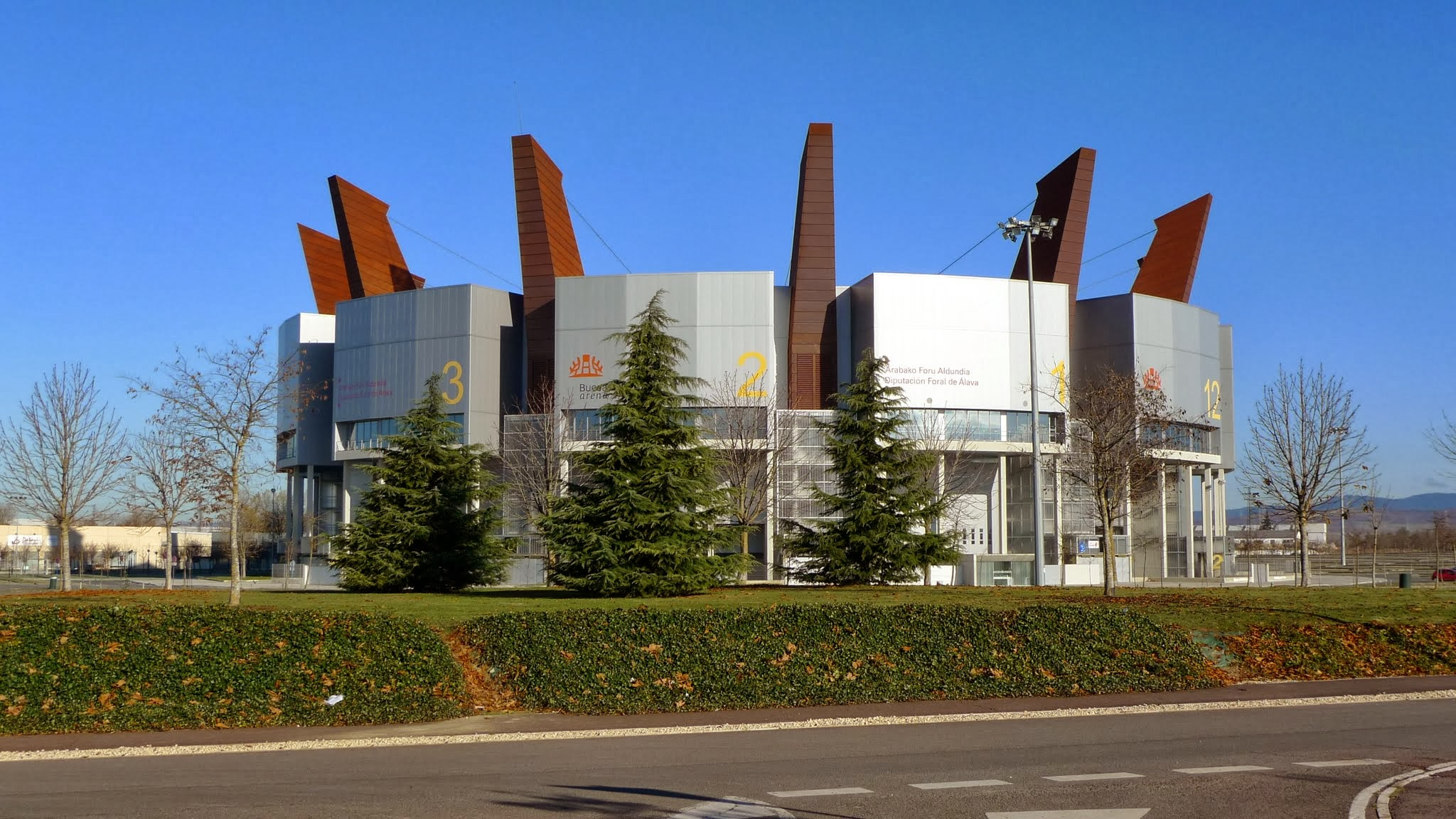
Fernando Buesa Arena

In einem Turnier, das vom 17. bis 19. Mai 2019 in der Fernando Buesa Arena in Vitoria-Gasteiz, Spanien ausgetragen wurde, traten je zwei Mannschaften in Halbfinals gegeneinander an. Die Sieger qualifizierten sich für das Finale, aus dem der Sieger der EuroLeague hervorging.

### Halbfinale
Die Halbfinalspiele fanden am 17. Mai 2019 statt.
| Paarung     | Paarung | Paarung               | Ergebnis |
| Fenerbahçe  | −       | Anadolu Efes Istanbul | 73:92    |
| ZSKA Moskau | −       | Real Madrid           | 95:90    |

### Spiel um Platz 3
Das Spiel um Platz 3 fand am 19. Mai 2019 statt.
| Paarung    | Paarung | Paarung     | Ergebnis |
| Fenerbahçe | −       | Real Madrid | 75:94    |

### Finale
Das Finale fand am 19. Mai 2019 statt.
| Paarung               | Anadolu Efes Istanbul – ZSKA Moskau |
| Ergebnis              | 83:91 |
| Datum                 | 19. Mai 2019 |
| Stadion               | Fernando Buesa Arena, Vitoria-Gasteiz |
| Zuschauer             | 13.420 |
| Schiedsrichter        | Robert Lottermoser, Luigi Lamonica, Oļegs Latiševs |
| Anadolu Efes Istanbul | James Anderson 7 Punkte, Doğuş Balbay, Rodrigue Beaubois 3, Bryant Dunston 13, Shane Larkin 29, Vasilije Micić 10, Adrien Moerman 2, Brock Motum 4, Tibor Pleiß, Sertaç Şanlı, Krunoslav Simon 15, sowie ohne Finaleinsatz: Buğrahan Tuncer Trainer: Ergin Ataman |
| ZSKA Moskau           | Joel Bolomboy, Will Clyburn 20, Nando de Colo 15, Daniel Hackett 7, Cory Higgins 20, Kyle Hines 9, Othello Hunter 7, Nikita Kurbanow 7, Alec Peters, Sergio Rodríguez 6, Iwan Uchow, sowie ohne Finaleinsatz: Andrei Woronzewitsch Trainer: Dimitrios Itoudis     |

## Auszeichnungen

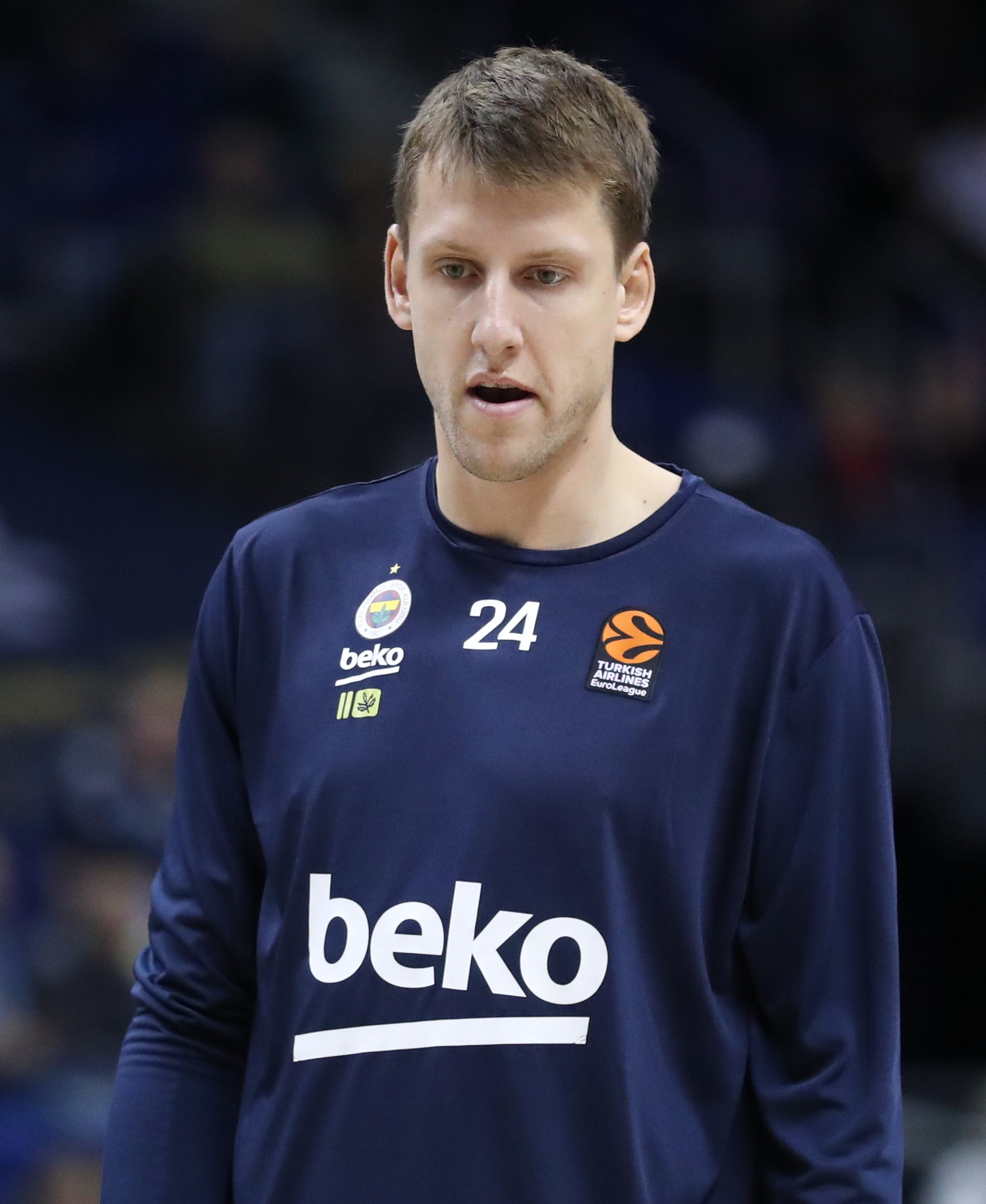
Regular Season MVP: Jan Veselý

### MVP der Euroleague Saison
- Jan Veselý (Fenerbahçe)

### Final Four MVP
- Will Clyburn (ZSKA Moskau)

### All Euroleague First Team
- Nick Calathes (Panathinaikos)
- Kostas Sloukas (Fenerbahçe)
- Will Clyburn (ZSKA Moskau)
- Brandon Davies (Zalgiris)
- Jan Veselý (Fenerbahçe)

### All Euroleague Second Team
- Mike James (AX Armani)
- Nando de Colo (ZSKA Moskau)
- Vasilije Micić (Anadolu Efes)
- Vincent Poirier (Saski Baskonia)
- Walter Tavares (Real Madrid)

### Bester Verteidiger
- Walter Tavares (Real Madrid)

### Rising Star Trophy
- Goga Bitadze (VOLI)

### Alphonso Ford Top Scorer Trophy
- Mike James (AX Armani)

### Trainer des Jahres (Alexander Gomelski Trophy)
- Dimitrios Itoudis (ZSKA Moskau)

### MVP des Monats
- Oktober:  Walter Tavares (Real Madrid)
- November:  Vasilije Micić (Anadolu Efes)
- Dezember:  Jan Veselý (Fenerbahçe)
- Januar:  Alex Tyus (Maccabi)
- Februar:  Mike James (AX Armani)
- März:  Nick Calathes (Panathinaikos)
- April:  Facundo Campazzo (Real Madrid)